# Сакер-Крік 150A
Сакер-Крік 150A (англ. Sucker Creek 150A) — індіанська резервація в Канаді, у провінції Альберта, у межах муніципального району Біґ-Лейкс.

## Населення
За даними перепису 2016 року, індіанська резервація нараховувала 689 осіб, показавши зростання на 1,8%, порівняно з 2011-м роком. Середня густина населення становила 10,3 осіб/км².
З офіційних мов обидвома одночасно володіли 5 жителів, тільки англійською — 680. Усього 105 осіб вважали рідною мовою не одну з офіційних, з них усі — одну з корінних мов.
Працездатне населення становило 54,1% усього населення, рівень безробіття — 22,6%.
Середній дохід на особу становив $31 019 (медіана $22 016), при цьому для чоловіків — $34 639, а для жінок $27 686 (медіани — $21 632 та $22 336 відповідно).
16,2% мешканців мали закінчену шкільну освіту, не мали закінченої шкільної освіти — 46,5%, 37,4% мали післяшкільну освіту, з яких 10,8% мали диплом бакалавра, або вищий.
| Статево-вікова структура населення | Статево-вікова структура населення | Статево-вікова структура населення | Статево-вікова структура населення | Статево-вікова структура населення |
| ---------------------------------- | ---------------------------------- | ---------------------------------- | ---------------------------------- | ---------------------------------- |
|                                    |                                    |                                    |                                    |                                    |
| Всього                             | Всього                             | 49,6%50,4%                         |                                    |                                    |
| 0 — 14 років                       | 0 — 14 років                       |                                    | 27,7%                              | 27,7%                              |
| 15 — 64 років                      | 15 — 64 років                      |                                    | 65%                                | 65%                                |
| 65 і більше                        | 65 і більше                        |                                    | 7,3%                               | 7,3%                               |
| Середній вік (років)               | Середній вік (років)               | 32,432,6                           | 32,5                               | 32,5                               |
| Медіана (років)                    | Медіана (років)                    | 27,529,4                           | 28,8                               | 28,8                               |
| — чоловіки — жінки                 |                                    |                                    |                                    |                                    |

| Походження мешканців:     | Походження мешканців:     | Походження мешканців: | Походження мешканців: | Походження мешканців: |
| ------------------------- | ------------------------- | --------------------- | --------------------- | --------------------- |
| Походження                |                           |                       | осіб                  | %                     |
| Корінні американці        | Корінні американці        |                       | 650                   | 94.89%                |
| Інше північноамериканське | Інше північноамериканське |                       | 0                     | 0%                    |
| Європейське               | Європейське               |                       | 100                   | 14.6%                 |
| британське                | британське                |                       | 50                    | 7.3%                  |
| французьке                | французьке                |                       | 35                    | 5.11%                 |
| українське                | українське                |                       | 10                    | 1.46%                 |

## Клімат
Середня річна температура становить 2°C, середня максимальна – 20,8°C, а середня мінімальна – -21,3°C. Середня річна кількість опадів – 443 мм.
| Клімат поселення                              | Клімат поселення | Клімат поселення | Клімат поселення | Клімат поселення | Клімат поселення | Клімат поселення | Клімат поселення | Клімат поселення | Клімат поселення | Клімат поселення | Клімат поселення | Клімат поселення | Клімат поселення |
| Показник                                      | Січ.             | Лют.             | Бер.             | Квіт.            | Трав.            | Черв.            | Лип.             | Серп.            | Вер.             | Жовт.            | Лист.            | Груд.            |                  |
| Середній максимум, °C                         | −8,11            | −4,19            | 1,58             | 10,09            | 16,24            | 20,47            | 20,82            | 19,89            | 14,79            | 9,30             | −0,53            | −6,82            |                  |
| Середня температура, °C                       | −14,69           | −10,76           | −5               | 3,50             | 9,68             | 13,90            | 15,82            | 14,88            | 9,78             | 4,28             | −5,53            | −11,82           |                  |
| Середній мінімум, °C                          | −21,26           | −17,34           | −11,57           | −3,06            | 3,08             | 7,31             | 10,81            | 9,88             | 4,77             | −0,72            | −10,52           | −16,82           |                  |
| Норма опадів, мм                              | 28               | 19               | 17               | 20               | 40               | 82               | 71               | 52               | 44               | 24               | 23               | 23               |                  |
| Середньомісячна швидкість вітру, м/с          | 3.30             | 3.30             | 3.38             | 3.40             | 3.40             | 3.20             | 2.80             | 2.80             | 3.10             | 3.50             | 3.20             | 3.30             |                  |
| Середньомісячна сонячна радіація, кДж/м²·день | 2682             | 6036             | 11383            | 16818            | 20402            | 21887            | 21596            | 17677            | 11675            | 6504             | 3020             | 1888             |                  |
| --------------------------------------------- | ---------------- | ---------------- | ---------------- | ---------------- | ---------------- | ---------------- | ---------------- | ---------------- | ---------------- | ---------------- | ---------------- | ---------------- | ---------------- |
| Джерело:                                      |                  |                  |                  |                  |                  |                  |                  |                  |                  |                  |                  |                  |                  |